# シエラクラブ
シエラクラブ（Sierra Club）はアメリカ合衆国に本部を置く自然保護団体で、ジョン・ミューア（初代会長）により1892年5月28日にカリフォルニア州サンフランシスコ市で創設された。シエラクラブは全米各地に支部を持ち、カナダに本部がある Sierra Club of/du Canadaを関連団体としている。

## 活動目的
1. 地上で手つかずの自然が残る場所を探検し、楽しみ、保護する。
2. 地球の生態系と資源の利用に責任をもつよう広報活動しかつ実践する。
3. 自然環境と人的環境の質を守りかつ向上するために啓蒙活動をしかつヒューマニティを第一義とする。
4. これらの目的を達成するために合法的な手段のみを用いる[3]。

## 組織
シエラクラブを運営するのはボランティアから選出された15人で構成する役員会である。毎年5人の役員が改選され、任期は3年、全会員が投票権を持つ。会長は役員会のメンバー内で毎年選出され、少額の俸給を手にする。最高執行役員がグループの日々の活動を取り仕切り、報酬を手にする。現在の最高執行役員はカール・ポープである。
全会員はほぼ州ごとに分立している支部やその下部の地域グループに所属する。全米と地域別に分科会、委員会、タスクフォースがあり個別の問題に対応する体制をとる。各問題についての対応策は適正な水準に設定されるが、どの問題についてもクラブとしての対応基準は一定である。
ボランティアとして活動中のメンバーに加え、クラブは約500人の有給スタッフを雇用している。その多くはカリフォルニア州サンフランシスコ市の全米本部に勤務しているが、一部はワシントンD.C.の議会対策事務所や各地の州本部や地域事務所に所属している。
クラブはクラブの活動や各種の環境問題を特集した隔月刊誌 Sierra を発行し全会員に配布している。また全支部はニュースレターや活動日程を発行し、その下部の地域グループでもニュースレターを発行するところが多い。シエラクラブは週に一度Sierra Club Radioというラジオ番組を放送している。

## 歴史
2005年9月にシエラクラブは初のシエラサミット（全国大会）をサンフランシスコで開催した。全米の各支部や地域グループから選ばれた約1000人のボランティアが代表として参加し、これに少数の非選出会員が加わった。ここでは今問題となっている環境問題に関するセミナーや展示によるプレゼンテーションが行われた。またゲストのアル・ゴア、ビル・メイハー、ロバート・ケネディJr、アリアーナ・ハフィントンが演壇に立った。

## 歴代のおもな役員
- Ansel Adams　役員：1934年-1971年
- David R. Brower　初代最高執行役員：1952年-1969年、役員：3期
- Robert Cox, 会長：1994年-1996年、2000年-2001年、2007年
- Leland Curtis
- Michael K. Dorsey
- Jim Dougherty[4]
- William O. Douglas
- Anne H. Ehrlich
- Francis P. Farquhar　会長：1933年-1935年および1948年-1949年
- Dave Foreman
- Aurelia Harwood　役員：1921年-1928年、初代女性会長：1927年-1928年[5]
- David Karpf
- Doug LaFollette
- Joseph LeConte　役員：1892年-1898年
- Joseph N. LeConte　会長：1915-1917、役員：1898年-1940年
- Martin Litton
- Duncan McDuffie
- Sam Merrill　役員：1936年-1937年
- John Muir　会長：1892年-1914年
- Jan O'Connell
- Carl Pope　最高執行役員：1992年-現在
- Eliot Porter
- Sanjay Ranchod
- Bestor Robinson　会長：1946年-1948年
- William E. Siri
- Wallace Stegner
- Clair S. Tappaan　会長：1922年-1924年、役員：1912年-1932年
- Marilyn Wall　役員：2006-現在
- Paul Watson　役員：2003年-2006年
- Edgar Wayburn　会長：5期（1960年代）
- Adam Werbach　会長：1996
- Bernie Zaleha　役員：2003-現在

## 野外活動
ウィリアム・コルビーは1901年にシエラクラブとして初めて組織的な野外活動をヨセミテ渓谷で実行した。毎年実施される『ハイトリップ』という長期間のトレッキングは、Francis P. Farquhar、Joseph Nisbet LeConte、Norman Clyde、Walter A. Starr, Jr.、Jules Eichorn、Glen Dawson、Ansel Adams、David R. Brower など名だたる登山家に率いられてきた。シエラクラブの野外活動により初登頂された山峰はシェラネバダ山脈には数多い。当時のクラブ会員はロッククライミングやハンドクラフトの先駆者でもある。1911年に初の支部であるAngelesが結成されると、すぐにロサンゼルス近郊や西海岸一帯の山岳地帯で野外活動や登山を始めた。第2次世界大戦中はシエラクラブのリーダーが数多く第10山岳師団に集結してその経験を戦線で実践した。
ハイトリップは時には参加者とクルーをあわせて100人を超える大編成の探検隊となることもあるが、野外活動の多くはこれより小規模で活動場所は全米各地のほかアメリカ国外のこともある。全米野外活動プログラムは数百種類にもなるが、その多くが4-10日間の野外活動である。各支部や地域グループ、さらに小単位のセクションはこれとは別に地元やその周辺で短期間の旅行を催行する。その多くはハイキングだが、サイクリングやクロスカントリースキー、その他の活動もある。都市内野外活動グループは、都市環境しか知らない子供が触れられるような自然豊かな場所の確保に動いている。

## 自然保護の方針
シエラクラブは各種の自然保護問題について公式見解をもつ。クラブではこのような問題を以下に述べる17のカテゴリーに分類している。1)農業、2)バイオテクノロジー、3)エネルギー、4)環境問題をめぐる裁判、5)森林と手つかずの自然環境の保全、6)地球環境、7)議会・行政対策、8)土地管理、9)軍事、10)原子力、11)海洋、12)公害と廃棄物、13)事前警告の原則、14)運輸・交通、15)都市計画、16)水資源、17)野生生物の保護。

### 土地管理・運用
シエラクラブ会員のなかには、国有林やその他連邦政府所有の土地の保護政策を強化するためにクラブが積極的に動くべきだという主張がある。たとえば2002年には、サウスダコタ州のブラックヒルズにおける森林伐採の許認可に妥協したWilderness Societyと協調したためにクラブは批判を浴びている。

### 原子力問題
シエラクラブは、核反応特有の安全面のリスクが低下するよう保守的な政策を立法化し当局が実行に移すまで、核分裂・核融合の反応炉の新設に反対する姿勢をとっている。核融合炉に反対する具体的理由は水素の同位体であるトリチウムが放出される懸念である。

## 政治的活動

### 河川の保全
シエラクラブの長期的目標の一つは、不要なダム建設に対する反対運動である。20世紀前半にクラブは、ヨセミテ国立公園のヘッチヘッチー峡谷におけるダム計画や洪水を巡り激しい抗議行動をした。このロビー活動は実らず、議会はツオルムン川のオーシャウネッシーダム建設を承認した。シエラクラブは以来ダム解体に向けたロビー活動を続けており、サンフランシスコ市の水源としてドンペドロ貯水池の水を浄化して使用することを代替案としている。
シエラクラブはグレンキャニオンダムの認可取り消しとパウエル湖の全量放水を訴えている。クラブはまた、ワシントン州東部のスネーク川下流の巨大かつ高コストのダムをはじめ数々のダムの認可取り消し・計画の白紙撤回・解体を訴えている。

### 青と緑の同盟
2006年6月にシエラクラブは北アメリカ最大の産業労働組合である全米鉄鋼労働組合と『青と緑の同盟』（Blue-Green Alliance）を結成すると発表した。この新しいパートナーシップの狙いは、良好な仕事を求める労働者のニーズと良好な環境や安全な世界を求める大衆のニーズを合致された共通の公的政策課題を追求することにある。

### 移民問題をめぐる論議
1990年代を通じてシエラクラブ会員の一部には、アメリカの移民問題にクラブは踏み込むべきだという意見があった。クラブは人口過剰が環境悪化の一大要因であるという立場をとる。クラブはアメリカや世界の人口を縮小・安定させることに賛成という立場であるという。一部の会員は実際問題として現行の水準で移民を受け入れながら対策を講じずにアメリカの人口を安定化することなど不可能であるとしている。この立場の会員は、クラブが移民制限の政策を支持するよう提案している。一方他の会員は、移民問題はクラブ理念の核心から距離がありすぎ、この問題に深入りすると組織の政治力が分散され他の問題に対処できなくなると懸念する。役員会は後者の意見を重視して1996年に、クラブが移民問題に対して中立の立場をとることを多数決で採択した。
移民受け入れの縮小を支持するグループは、シエラクラブの内規に基づく全員投票でこの決定を覆そうと考えた。彼らはグループにSierrans for U.S. Population Stabilization（アメリカの人口安定を望むシエラ会員）の頭文字をとったSUSPSという名をつけた（ただしこの名は商標登録したクラブ名をSierransの中に使ったと批判されて以来使われない）。SUSPSと賛同者が1998年春のクラブ選挙における懸案事項として移民問題を採りあげるのに必要な数の署名を集めた。クラブとして移民問題には口を挟まないとした役員会の決定は、全会員の投票で3対2の比率で支持されたが、SUSPSは投票には不正があったと訴えた。
移民問題に対するクラブの中立的立場を変えようと、2004年の委員会選挙に3人の移民問題介入派が立候補したために、論議が再度浮上した。選挙運動は白熱し、両陣営の間で倫理や法に抵触しかねない激しい中傷合戦に発展した。介入派は訴訟に踏み切ったが、程なくこれを取り下げた。Southern Poverty Law CenterやMove onなどの外部団体がこの問題に干渉したことがわかり、結果的に介入派はわずか10%の票しか獲得できず、紛争は決着した。

## カリフォルニア州支部のデザインが記念硬貨に
カリフォルニア州在住のクラブ会員によるデザインとロビー活動が功を奏して、創始者ジョン・ミュアーが2005年にカリフォルニア州独自デザインの25セント記念硬貨の図柄になった。

## 関連団体

### 関連団体と傘下の団体
Sierra Club Foundationはデビッド・ブラウアーにより1960年に創設された。これは国税局認定（IRSコード501(c)3準拠）の慈善団体であり、非課税の寄付金をもとに環境活動を支援する。
 Sierra Club of/du Canada は1963年に活動を開始した。現在カナダ全域に独自の国内団体や下部組織をもち、公害問題・生物の多様性・エネルギー問題・持続可能性を主眼に活動する独立した組織である。
Sierra Club Legal Defence Fundは、シエラクラブに関与するボランティア弁護士が1971年に設立した。これはシエラクラブの許可を得てその名称を冠した独立した団体である。1997年にはEarthjusticeと名称変更した。
Sierra Student Coalition（SSC）はシエラクラブの学生下部組織である。1991年にアダム・ウェアバクが設立し、会員数は14,000人で全米最大の学生主導の環境団体を目指している。
Sierra Club Voter Education Fundは、 2004年の大統領選挙で与党が環境問題にどのような立場をとるのかというテレビ広告を流したのが活動の始まりとなる租税免除団体である。環境問題を選挙戦の前面に押し出すべくクラブはボランティアを動員して電話戦術・ドブ板戦術・ハガキ戦術を展開した（Environmental Voter Education Campaign）。

### 内部派閥
次に取上げるのはシエラクラブ会員による非公式のグループで、役員会に立候補者を出してシエラクラブの運営方針に影響力を行使することを目的にしている。その一部をアルファベット順に並べる。
- JohnMuirLives：森林の保全やクラブの政治案件介入といった問題にクラブがもっと積極的に取り組むことを期待する会員たちで、John Muir Sierransの脱退者グループである。

- John Muir Sierrans ：公有林での伐採禁止やグレンキャニオンダムの認可取り消しに賛同し、クラブの位置づけを変えようとデビッド・ブラウアーほかが1990年代に結成した。このJMLはこの両問題で成功を収めた。（ウェブサイトなし）

- Sierra Democracy：クラブの『旧守派』に反対し、クラブ選挙においてSUSPSやJMLなどのグループの権利を支える会員グループである。ウェブサイトは2004年の役員選挙以来更新されていない。

- SUSPS：クラブが移民政策に『不介入』の立場を取るとした1996年の決定を覆し、アメリカの人口安定政策をクラブが積極的に支持するよう求める会員のグループである。